# زیرقاشقی
زیرقاشقی (انگلیسی: Spoon rest) قطعه ای از ظروف آشپزخانه است که به عنوان ظرفی برای قرار دادن قاشق و سایر ظروف پخت و پز عمل می کند تا از ریختن مایعات پخت و پز به روی میزها جلوگیری کند.  

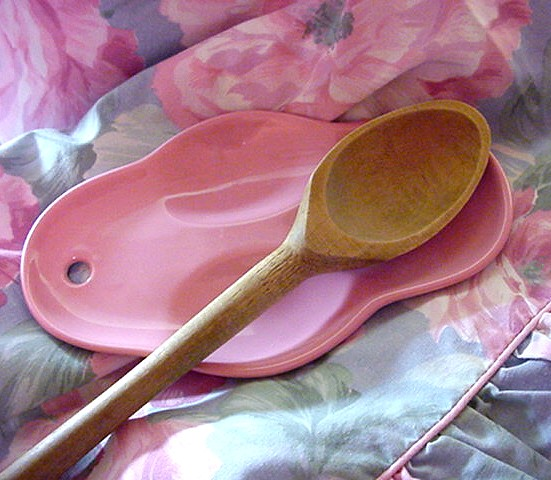